# Sylvan Ebanks-Blake
Sylvan Augustus Ebanks-Blake (* 29. März 1986 in Cambridge) ist ein englischer Fußballspieler. Der Stürmer war in zwei aufeinander folgenden Spielzeiten bester Torschütze der zweitklassigen Football League Championship. Seit Sommer 2015 steht er beim Drittligisten FC Chesterfield unter Vertrag.

## Sportlicher Werdegang
Der 1,78 m große Mittelstürmer spielte in der Region Cambridge für die Cherry Hinton Lions und die Fulbourn Falcons. Dazu war Ebanks-Blake bereits als Schüler in der Nachwuchsabteilung von Cambridge United, lehnte dort aber ein offizielles Ausbildungsprogramm ab, nachdem klar wurde, dass hochdekorierte Vereine Interesse an ihm hegten. Er schloss sich schließlich der Akademie von Manchester United an, gewann mit der Jugendmannschaft 2003 den renommierten FA Youth Cup und kam am 26. Oktober 2004 in der Ligapokalpartie gegen Crewe Alexandra (3:0) zu einem ersten Kurzeinsatz in der Profimannschaft. Exakt ein Jahr später absolvierte er sein zweites Pflichtspiel für die A-Mannschaft und erzielte beim 4:1-Sieg gegen den FC Barnet sein erstes Tor. Nach einer Beinverletzung wurde er im Januar 2006 an Royal Antwerpen in Belgien ausgeliehen. Dort gelangen ihm vier Tore in neun Ligaspielen der ausgehenden Saison 2005/06.
Nach seiner Rückkehr nach England wechselte Ebanks-Blake am 14. Juli 2006 zu Plymouth Argyle. Die Ablösesumme betrug 200.000 Pfund, plus einer leistungsabhängigen Klausel, durch die das Transfervolumen auf über 300.000 Pfund anwachsen konnte. Unter dem Trainer Ian Holloway schoss er in der Spielzeit 2006/07 zehn Ligatore für den Zweitligisten, die meisten davon gegen Saisonende. Die gute Form im Jahr 2007 setzte er bei den „Pilgrims“ auch mit elf Treffern bis zum Jahresende 2007 fort und wurde damit endgültig zum Publikumsliebling in Plymouth. Damit weckte er die Aufmerksamkeit der Wolverhampton Wanderers, denen er sich nach der Aktivierung einer Vertragsfreigabeklausel im Januar 2008 anschloss und einen neuen Kontrakt über 4½ Jahre unterzeichnete, der im Juli 2009 bis zum Ende der Saison 2012/13 verlängert wurde.
Mit sieben Toren in den ersten acht Spielen fand er sich auf Anhieb auch bei den „Wolves“ zurecht und im März 2008 wurde Ebanks-Blake zum „Zweitligaspieler des Monats“ gewählt. Am Ende der Spielzeit gewann er mit 23 Ligatreffern die Ehrung des besten Torschützen der Football League Championship 2007/08. Die Erfolgsgeschichte setzte sich auch in der Folgespielzeit 2008/09 fort. Ebanks-Blake erzielte neun Treffer in den ersten dreizehn Ligapartien, schoss am 3. Februar 2009 gegen Norwich City erstmals in seiner Karriere drei Tore in einem Spiel und durchbrach im zweiten Jahr in Folge die 20-Tore-Marke. Am Ende der Aufstiegssaison wurde er zum besten Zweitligaakteur der abgelaufenen Spielzeit gewählt und er errang mit 25 Toren erneut den Titel des besten Zweitligatorschützen; zudem erhielt sein Treffer nach einem Sololauf gegen Charlton Athletic die meisten Stimmen bei der Wahl zum „Tor des Jahres“.
Am 18. November 2008 bestritt Ebanks-Blake sein erstes und einziges Länderspiel für die englische U-21-Nationalmannschaft gegen Tschechien – die Freundschaftsbegegnung endete mit einem 2:0-Sieg Englands.

## Titel und Erfolge
- FA Youth Cup: 2003
- Torschützenkönig der Football League Championship: 2008, 2009